# Tetana
Tetana is een geslacht van rechtvleugeligen uit de familie sabelsprinkhanen (Tettigoniidae). De wetenschappelijke naam van dit geslacht is voor het eerst geldig gepubliceerd in 1878 door Brunner von Wattenwyl.

## Soorten
Het geslacht Tetana  is monotypisch en omvat slechts de volgende soort:
- Tetana grisea (Brunner von Wattenwyl, 1878)